# Lézardrieux
 Lézardrieux  (en bretón Lezardrev) es una población y comuna francesa, situada en la región de Bretaña, departamento de Côtes-d'Armor, en el distrito de Lannion y cantón de Lézardrieux.

## Geografía

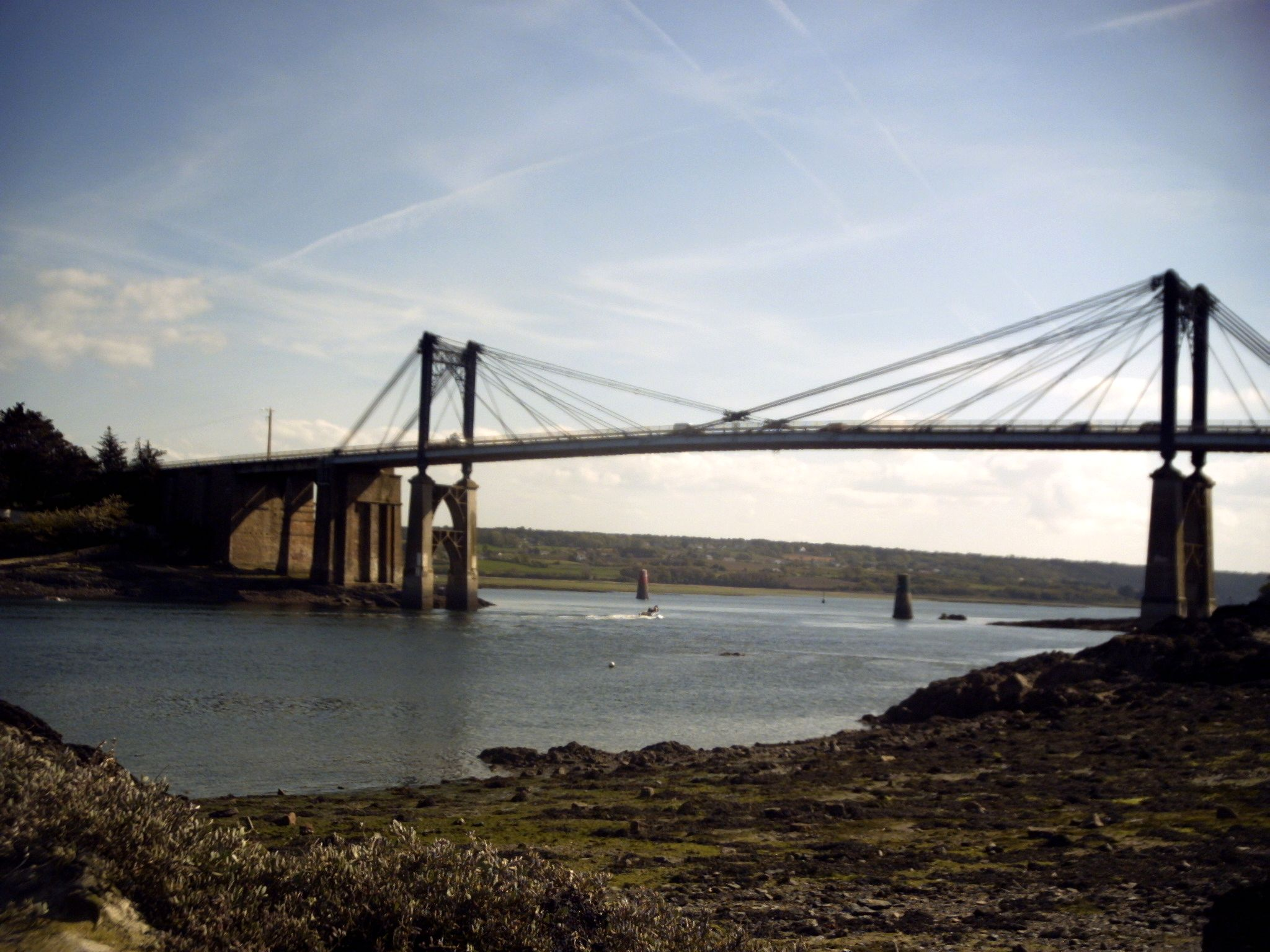
El puente de Lézardrieux sobre el río Trieux durante la marea baja.

Lézardrieux se encuentra en la costa de Côtes d'Armor, en la península de Trégor. La ciudad está situada en el margen izquierdo del estuario del río Trieux, y sólo a unos pocos kilómetros de su desembocadura en el canal de la Mancha.
En Lézardrieux fue inaugurado en 1840 el único puente que cruza el Trieux sin tener que desviarse hasta Pontrieux a 15 kilómetros tierra adentro. Eso hace de Lézardrieux un importante punto de tránsito para el tráfico en la región. Del mismo modo Lézardrieux tiene la gran ventaja de poseer el único puerto fluvial de la región, protegido de los vientos y de las tormentas, y a pocos kilómetros del mar (cerca del conocido paraje de Île-de-Bréhat y de los paisajes salvajes de la desembocadura del río Trieux).
La costa de Lézardrieux cuenta con varios islotes donde, durante la Segunda Guerra Mundial, el ejército alemán construyó búnkeres cuyos vestigios aún se pueden ver.

## Historia
La historia de la construcción del Puente de Lézardrieux es un acontecimiento importante en la historia de la Lézardrieux.
El cantautor Georges Brassens poseía una casa frente al puerto náutico.

## Economía
Lézardrieux posee un pequeño puerto comercial donde se descargan anualmente 25.000 toneladas de arena y maerl extraídos de los fondos marinos de la región. Tiene también un puerto náutico que puede acoger hasta 500 embarcaciones.

## Demografía
| 2014 | 1842 | 1834 | 1859 | 1707 | 1629 | 1577 |
| Para los censos de 1962 a 1999 la población legal corresponde a la población sin duplicidades (Fuente: INSEE [Consultar]) |      |      |      |      |      |      |